# Schisandra lancifolia
Schisandra lancifolia är en tvåhjärtbladig växtart som först beskrevs av Alfred Rehder och E.H. Wilson, och fick sitt nu gällande namn av Albert Charles Smith. Schisandra lancifolia ingår i släktet Schisandra och familjen Schisandraceae. Inga underarter finns listade.